# Mercenary (album Bolt Thrower)
Mercenary – szósty album brytyjskiej grupy muzycznej Bolt Thrower. Wydawnictwo ukazało się 10 listopada 1998 roku nakładem wytwórni muzycznej Metal Blade Records.

## Lista utworów
Opracowano na podstawie materiału źródłowego.
1. "Zeroed" – 5:46
2. "Laid to Waste" – 4:40
3. "Return From Chaos" – 5:04
4. "Mercenary" – 5:54
5. "To the Last..." – 5:24
6. "Powder Burns" – 4:46
7. "Behind Enemy Lines" – 5:18
8. "No Guts, No Glory" – 4:07
9. "Sixth Chapter" – 5:40

## Twórcy
Opracowano na podstawie materiału źródłowego.
| - Baz Thomson - gitara rytmiczna, gitara prowadząca - Gavin Ward - gitara rytmiczna - Jo Bench - gitara basowa - Alex Thomas - perkusja - Karl Willetts - śpiew | - Ewan Davies - produkcja muzyczna, realizacja dźwięku, inżynieria dźwięku - James Anderson - realizacja dźwięku, inżynieria dźwięku - Peter Archer - okładka |

## Wydania
| Rok  | Nr katalogowy | Nośnik              | Wytwórnia muzyczna  | Region            | Źródło |
| ---- | ------------- | ------------------- | ------------------- | ----------------- | ------ |
| 1998 | 3984-14147-1  | LP                  | Metal Blade Records | Stany Zjednoczone | [ 3 ]  |
| 1998 | 3984-14147-0  | CD, Album           | Metal Blade Records | Niemcy            | [ 3 ]  |
| 1998 | 3984-14147-2  | CD, Album           | Metal Blade Records | Stany Zjednoczone | [ 3 ]  |
| 1998 | 3984-14147-2  | CD, Album, Ltd, Dig | Metal Blade Records | Niemcy            | [ 3 ]  |
| 2005 | 3984-14147    | 12", Pic, Ltd       | Metal Blade Records | Niemcy            | [ 3 ]  |